# ناحیه واوونیا
ناحیه واوونیا (به لاتین: Vavuniya District) یک ناحیه در سری‌لانکا است که در استان شمالی (سری‌لانکا) واقع شده‌است.

## خصوصیات
ناحیه واوونیا ۱٬۹۶۷ کیلومترمربع مساحت و ۱۷۱٬۵۱۱ نفر جمعیت دارد.